# Lophozosterops
Genre
Le genre Lophozosterops regroupe six espèces d'oiseaux appartenant à la famille des Zosteropidae. Toutes sont endémiques d'Indonésie, sauf le Zostérops de Goodfellow, endémique des Philippines.

## Liste des espèces
D'après la classification de référence (version 2.2, 2009) du Congrès ornithologique international (ordre phylogénique) :
- Lophozosterops pinaiae – Zostérops à froc gris
- Lophozosterops goodfellowi – Zostérops de Goodfellow
- Lophozosterops squamiceps – Zostérops à tête rayée
- Lophozosterops javanicus – Zostérops javanais
- Lophozosterops superciliaris – Zostérops à sourcils
- Lophozosterops dohertyi – Zostérops de Doherty